# یواس‌اس پی‌سی-۱۶۰۳
یواس‌اس پی‌سی-۱۶۰۳ (به انگلیسی: USS PC-1603) یک کشتی بود که طول آن ۱۷۳ فوت ۸ اینچ (۵۲٫۹۳ متر) بود. این کشتی در سال ۱۹۴۲ ساخته شد.